# Живи быстро, умри молодым (фильм)
«Живи быстро, умри молодым» (англ. Live Fast, Die Young) — фильм нуар режиссёра Пола Хенрейда, который вышел на экраны в 1958 году.
Фильм рассказывает о старшекласснице Джилл Уинтерс (Норма Эберхардт), которая из-за проблем в школе и испорченных отношений с отцом убегает из дома. Оказавшись на улице, она быстро становится профессиональной воровкой, и в конце концов в Лос-Анджелесе вступает в банду, которая готовит похищение из почтового отделения крупной партии драгоценностей. Её сестра Ким Уинтерс (Мэри Мёрфи), также порвав с отцом, направляется на поиски Джилл, находя её в Лос-Анджелесе, и уговаривает взять её в дело. Однако во время ограбления Ким даёт сигнализации сработать, в результате чего всю банду арестовывают и отправляют в тюрьму. Джилл как несовершеннолетняя получает условный срок, что, как полагает Ким, должно помочь ей встать на правильный путь в жизни.
Фильм не привлёк к себе особого интереса со стороны критики.

## Сюжет
В небольшом городке в центральной Калифорнии молодая девушка Ким Уинтерс (Мэри Мёрфи) переживает за свою младшую сестру, старшеклассницу Джилл (Норма Эберхардт), которая становится всё более раздражительной и неуправляемой. Семь лет назад, когда Ким было 15 лет, а Джилл — девять, мать бросила их на вечно пьяного, не желающего работать отца (Гордон Джонс). В результате Ким была вынуждена уйти из школы и поступить на работу, чтобы содержать семью. Кроме того, она вынуждена вести и домашнее хозяйство, и потому у неё практически не остаётся времени на Джилл. Дома за ужином когда отец начинает отчитывать Джилл за проблемы в школе, она демонстративно уходит в свою комнату и громко включает музыку. Сёстры любят друг друга, и позднее Ким заходит к Джилл, чтобы успокоить её. Однако тем же вечером Джилл тайно сбегает в Сан-Франциско, где пытается заселиться в дешёвый пансион, предлагая расплатиться за проживание работой в качестве уборщицы. Гостиничный клерк (Норман Ливит) соглашается, предлагая ей убрать для начала его комнату. Когда Джилл приступает к работе, клерк закрывает за собой дверь изнутри и начинает приставать к девушке. Она отбивается, и на шум к комнату заходит Мэри (Джейми О’Хара), девушка из соседнего номера, которая уводит Джилл с собой. Мэри предлагает Джилл первое время пожить в её комнате, а вечером в баре учит её, как можно зарабатывать на жизнь, воруя деньги у пьяных клиентов. В первый же вечер Джилл удачно выуживает из кошелька пьяного клиента 150 долларов, после чего девушки устраивают для себя небольшую вечеринку, однако в дальнейшем Джилл решает работать самостоятельно. Утром дома Ким видит, что Джилл сбежала, после чего вызывает полицию, которая составляет заявление, однако не обещает никаких конкретных результатов. После ухода полицейского Ким заявляет отцу, что увольняется с работы и отправляется на поиски сестры. Когда отец пытается протестовать, что им будет не на что жить, она напоминает ему, что она и так из-за него в своё время бросила школу, чтобы содержать семью. Когда же отец упрекает её в том, что она не выходит замуж, Ким напоминает ему, как один из его пьяных приятелей начал к ней приставать, когда ей было всего 15 лет. После того, как отец называет Ким гулящей девкой, «как и её мать», она хлопает дверью и уходит из дома.
Тем временем Джилл решает продолжить свой путь. На шоссе она ловит попутный грузовик, намереваясь попасть в Лас-Вегас. Водитель грузовика по имени Джерри (Шеридан Комерейт) оказывается приятным молодым парнем, и Джилл начинает откровенно соблазнять его. Тем не менее, поскольку он едет на Юг штата, то вынужден высадить её в городе Барстоу, где их пути расходятся. Джерри, который знаком с местным владельцем бара, устраивает Джилл к нему на работу официанткой. Тем временем Ким выясняет, что Джилл уехала в направлении Барстоу. Она останавливает на шоссе попутную машину, водитель которой завозит её в лес и пытается изнасиловать. К счастью для Ким, из леса появляются четверо бездомных, увидев которых мужчина тут же в страхе уезжает. Бездомные оказываются приличными людьми. Они приглашают Ким к своему костру, угощают кофе и укладывают спать, а на утро собирают мелочь из карманов ей на автобусный билет до Барстоу. Заступив на работу в баре, Джилл замечает пьяного клиента по имени Фред Нокс (Джей Джостин), который едет домой в Сиэттл из Лас-Вегаса с выигрышем в 2 тысячи долларов. Попросив другую официантку Вайолет (Кэрол Варга) прикрыть её, Джилл выходит с Фредом на улицу, садится в его дорогую машину и довозит его до мотеля, отправляя в номер спать. Забрав его деньги, дорогие часы и ключи от машины, она уезжает на автозаправку к барыге по имени Томми Томпсон (Роберт Карнс). Продав Томми украденные вещи, Джилл по его совету едет в Лос-Анджелес, где можно заработать по-крупному в банде профессиональных воров, которой руководит Сью Хокинс (Пегги Мэйли). К этому моменту Ким находит бар, куда устроилась Джилл, и Вайолетт, видя подавленное и измождённое состояние девушки, предлагает ей переночевать в её комнате. На следующий день Фред появляется в баре с полицейским, и Джилл, которая находится в баре, слышит его рассказ, как его ограбила девушка по имени Джилл. Вскоре после ухода Фреда двое молодых парней вместе с девушкой по имени Джеки (Дороти Провайн) заходят в бар, намереваясь ограбить двух выпивающих там мужчин. Однако мужчины легко расправляются с подростками, и, достав ножи, начинают их преследовать. Ким помогает Джеки отбиться от мужиков, а затем спрятаться на заднем дворе. В разговоре Ким узнаёт у Джеки, что скупкой краденого в этих местах занимается Томпсон, который работает в автомастерской. В этот момент к бару на своём грузовике подъезжает Джерри, который предлагает ей свою помощь. Они вместе едут к Томпсону, и Джерри вызывается сам поговорить с барыгой. В итоге ему приходится применить физическую силу, чтобы заставить Томпсона сказать, что Джилл уехала к Сью в Лос-Анджелес. Джерри на своём грузовике везёт Ким в Лос-Анджелес. По дороге уставший Джерри просит Ким сделать ему массаж плеч, однако когда он прикасается к девушке, то видит ужас в её глазах. Джерри просит у неё прощения, однако Ким отвечает, что дело совсем не в нём, а в ней самой.
В Лос-Анджелесе Джилл удаётся уговорить Сью взять её в состав своей банды. Сью направляет Джилл для интервью к своему боссу Рику (Майк Коннорс), который ведёт образ жизни богатого плейбоя. Джилл пытается сексуально сблизиться с Риком, однако он холодно отвечает, что его в отношениях с ней интересует только работа. Вскоре Рик собирает у себя всех ключевых членов банды, куда помимо Сью и Джилл входят также Арти Сэндерс (Трой Донахью) и Джуди Тобин (Джоан Маршалл), излагая им план ограбления. Как он сообщает, вскоре в одно из почтовых отделений будет переправлена партия бриллиантов стоимостью 150 тысяч долларов. Рик разработал план их похищения, однако прежде всего предлагает всем подумать над тем, как можно было бы отключить на почте сигнализацию. Арти специально изготовил блок управления сигнализации, чтобы наглядно было видно, насколько она эффективна. Джилл предлагает простое и изящное решение, что сигнализацию можно безболезненно вывести из строя, если залить её из огнетушителя. Проведённый эксперимент показывает, что Джилл оказалась права, и ей поручают взять на себя отключение сигнализации на почте. Тем временем Ким уже прибыла в Лос-Анджелес и ожидает сестру на улице у дома Сью. Увидев Ким, Джилл радостно обнимает её и приглашает пожить у себя. Дома во время разговора Ким пытается уговорить Джилл перестать заниматься воровством. Однако видя, как Джилл наслаждается своей новой богатой жизнью, которую не собирается менять, Ким меняет свой подход. Она говорит, что тоже хотела бы вступить в банду, и просит Джилл договориться со Сью, чтобы она тоже приняла участие в ограблении. Рик тщательно готовит ограбление, посекундно расписывая действия каждого члена банды. Затем, по указанию Рика, несколько женщин из банды, в том числе Джилл и Ким, устраиваются на временную работу в почтовое отделение, которое накануне Рождества приглашает дополнительных работников для разбора корреспонденции. В день ограбления Рик и Арти врываются в зал, и, угрожая оружием, приказывают всем оставаться на месте в то время, как Джилл спускается в хранилище, чтобы отключить сигнализацию. Одна из сотрудниц почты незаметно нажимает ногой кнопку сигнализации, и она срабатывает. Вскоре появляется полиция, арестовывая всю банду. Как выясняется, Ким незаметно прошла в подвал вслед за Джилл и не дала ей залить щиток управления из огнетушителя. На суде членов банды приговаривают к различным срокам тюремного заключения, однако Джилл по возрасту дают условный срок с обязательными консультациями у психиатра, а Ким получает от суда благодарность за содействие полиции. Удовлетворённая тем, что это возможно поможет встать Джилл на верный путь в жизни, Ким выходит из сала суда, где её встречает Джерри.

## В ролях
- Мэри Мёрфи — Ким Уинтерс
- Норма Эберхардт — Джилл Уинтерс
- Майк Коннорс — Рик
- Шеридан Комерейт — Джерри
- Пегги Мэйли — Сью Хокинс
- Трой Донахью — Арти Сэндерс
- Кэрол Варга — Вайолет
- Джоан Маршалл — Джуди Тобин
- Гордон Джонс — Пап Уинтерс
- Роберт Карнс — Томми «Таббс» Томпсон
- Роберт Карсон — Фрэнк Кастеллани
- Джон Хармон — Джейк, бездомный
- Норман Ливит — Сэм, гостиничный клерк

## Создатели фильма и исполнители главных ролей
Выходец из Австро-Венгрии Пол Хенрейд начал свою голливудскую карьеру ролями в таких успешных фильмах, как «Вперёд, путешественник» (1942), «Касабланка» (1942), «Между двумя мирами» (1944), «Обман» (1946) и «Бессмысленный триумф» (1948). Позднее Хенрейд стал также работать как режиссёр, поставив семь полнометражных фильмов, среди которых «Только для мужчин» (1952), «Боевой шок» (1956), «Распутные девки» (1958) и «Двойник» (1964), а также много лет работал режиссёром различных телесериалов, среди них «Альфред Хичкок представляет» (1957—1962), «Третий человек» (1962—1965) и «Большая долина» (1965—1968).
Мэри Мёрфи сыграла в таких значимых фильмах, как «Сестра Керри» (1952), «Дикарь» (1953), «Береговой плацдарм» (1954), «Часы отчаяния» (1955), «Одинокий человек» (1955) и «Близкий незнакомец» (1956). Благодаря своей красоте и редкому цвету глаз — один был голубым, а другой карим — Норма Эберхардт сделала карьеру международной модели и девушки с обложки. В начале актёрской карьеры она выступала в прямом эфире в радио- и теледрамах, таких как «Цель» (1958), «Облава» (1959), «Годы беззакония» (1959) и «Герои Хогана» (1969). Она также сыграла в кинофильмах «Проблемные девушки» (1953) и главную роль в фильме «Возвращение Дракулы» (1958), который стал культовым.
Майк Коннорс сыграл значимые роли в комедии «Добрый сосед Сэм» (1964), мелодраме «Куда ушла любовь» (1964), военной комедии «Ситуация безнадёжная, но не серьёзная» (1965) и вестерне «Дилижанс» (1966), однако его самой значимой актёрской работой стала заглавная роль детектива в 194 эпизодах телесериала «Мэнникс», который выходил в эфир в период 1967—1975 годов.

## История создания фильма
Рабочими названиями фильма были «Семя насилия» (англ. Seed of Violence) и «Семена ужаса» (англ.  Seeds of Terror).
В марте 1958 года продюсеры Гарри Рибник, Ричард Кей и Эдвард Б. Бэрисон под вывеской фирмы Jewell Enterprises выпустили свой первый фильм «Распутные девки». К моменту выхода этого фильма несколько месяцев спустя они переименовали свою компанию в BRK, Inc..
Специально для этой картины у студии Universal был взят в аренду актёр Трой Донахью. В этой картине сыграла свою первую роль Дороти Провайн.
Фильм находился в производстве в декабре 1957 года и вышел в прокат в мае 1958 года.

## Оценка фильма критикой
Современный историк кино Сандра Бреннан написала, что «в этой малобюджетной криминальной драме сбежавшая из дома девушка вступает в банду воров, и начинает вести увлекательную и богатую жизнь, пока не появляется её старшая сестра, создавая во время ограбления проблемы ей и всей банде». По мнению Нормы Эберхардт, исполнившей в картине одну из главных ролей, «фильм показал то, что чувствовали дети — что общество — это отстой, и они восстали против него».